# 切尔瓦拉-迪罗马
切尔瓦拉-迪罗马（義大利語：Cervara di Roma）是意大利拉齐奥大区罗马首都广域市的一个市镇，面积31.6平方公里，人口471人（2015年）。